# Észak-Korea az 1992. évi téli olimpiai játékokon
Észak-Korea a franciaországi Albertville-ben megrendezett 1992. évi téli olimpiai játékok egyik részt vevő nemzete volt. Az országot az olimpián 5 sportágban 20 sportoló képviselte, akik összesen 1 érmet szereztek.

## Érmesek
| Érem  | Versenyző    | Sportág                    | Versenyszám |
| ----- | ------------ | -------------------------- | ----------- |
| Bronz | Hvang Okszil | Rövidpályás gyorskorcsolya | Női 500 m   |

## Alpesisí
Férfi
| Versenyző      | Versenyszám      | 1. futam | 1. futam | 2. futam | 2. futam | Összesítés | Összesítés |
| Versenyző      | Versenyszám      | Idő      | Hely.    | Idő      | Hely.    | Idő        | Helyezés   |
| -------------- | ---------------- | -------- | -------- | -------- | -------- | ---------- | ---------- |
| Kim Chol-Ryong | Óriás-műlesiklás | 1:23,24  | 86.      | 1:22,02  | 65.      | 2:45,26    | 67.*       |

Női
| Versenyző | Versenyszám      | 1. futam      | 1. futam      | 2. futam | 2. futam | Összesítés | Összesítés |
| Versenyző | Versenyszám      | Idő           | Hely.         | Idő      | Hely.    | Idő        | Helyezés   |
| --------- | ---------------- | ------------- | ------------- | -------- | -------- | ---------- | ---------- |
| Cshö Miok | Műlesiklás       | 1:09,00       | 46.           | 1:02,05  | 38.      | 2:11,05    | 38.        |
| Cshö Miok | Óriás-műlesiklás | nem ért célba | nem ért célba | kiesett  | kiesett  | kiesett    | kiesett    |

## Gyorskorcsolya
Férfi
| Versenyző    | Versenyszám | Eredmény | Helyezés |
| ------------ | ----------- | -------- | -------- |
| Cshö Incshol | 500 m       | 39,59    | 35.      |
| Cshö Incshol | 1000 m      | 1:16,50  | 18.      |
| Cshö Incshol | 1500 m      | 2:00,36  | 27.      |
| I Jongcshol  | 500 m       | 38,38    | 24.      |
| I Jongcshol  | 1000 m      | 1:18,17  | 37.      |

Női
| Versenyző        | Versenyszám | Eredmény | Helyezés |
| ---------------- | ----------- | -------- | -------- |
| Csong Cshangszok | 500 m       | 42,45    | 27.      |
| Csong Cshangszok | 1000 m      | 1:25,10  | 26.      |
| Csong Cshangszok | 1500 m      | 2:11,06  | 22.      |
| Kim Cshunvol     | 500 m       | 42,47    | 28.      |
| Kim Cshunvol     | 1000 m      | 1:26,49  | 33.      |
| Kim Cshunvol     | 1500 m      | 2:14,87  | 29.      |
| Szong Hvaszon    | 500 m       | 42,23    | 25.      |
| Szong Hvaszon    | 1000 m      | 1:25,80  | 30.      |
| Szong Hvaszon    | 1500 m      | 2:15,87  | 31.      |

## Műkorcsolya
| Versenyző             | Versenyszám  | Rövid program     | Rövid program | Rövid program | Kűr               | Kűr     | Kűr         | Összesítés         | Összesítés |
| Versenyző             | Versenyszám  | Több. hely. száma | Hely.         | Hely. pont.   | Több. hely. száma | Hely.   | Hely. pont. | Helyezési pontszám | Helyezés   |
| --------------------- | ------------ | ----------------- | ------------- | ------------- | ----------------- | ------- | ----------- | ------------------ | ---------- |
| Li Su-Min             | Férfi egyéni | 9×28+             | 28.           | 14,0          | kiesett           | kiesett | kiesett     | kiesett            | kiesett    |
| Li Gyong-Ok           | Női egyéni   | 6×27+             | 27.           | 13,5          | kiesett           | kiesett | kiesett     | kiesett            | kiesett    |
| Ko Ok-Ran Kim Kvangho | Páros        | 9×18+             | 18.           | 9,0           | 9×18+             | 18.     | 18,0        | 27,0               | 18.        |

| Versenyző              | Versenyszám | Kötelező tánc 1   | Kötelező tánc 1 | Kötelező tánc 1 | Kötelező tánc 2   | Kötelező tánc 2 | Kötelező tánc 2 | Eredeti (original) tánc | Eredeti (original) tánc | Eredeti (original) tánc | Kűr               | Kűr   | Kűr         | Összesítés         | Összesítés |
| Versenyző              | Versenyszám | Több. hely. száma | Hely.           | Hely. pont.     | Több. hely. száma | Hely.           | Hely. pont.     | Több. hely. száma       | Hely.                   | Hely. pont.             | Több. hely. száma | Hely. | Hely. pont. | Helyezési pontszám | Helyezés   |
| ---------------------- | ----------- | ----------------- | --------------- | --------------- | ----------------- | --------------- | --------------- | ----------------------- | ----------------------- | ----------------------- | ----------------- | ----- | ----------- | ------------------ | ---------- |
| Lju Gvangho Pak Unszil | Jégtánc     | 9×19+             | 19.             | 3,8             | 9×19+             | 19.             | 3,8             | 9×19+                   | 19.                     | 11,4                    | 9×19+             | 19.   | 19,0        | 38,0               | 19.        |

## Rövidpályás gyorskorcsolya
Férfi
| Versenyző | Versenyszám | Előfutam | Előfutam | Negyeddöntő | Negyeddöntő | Elődöntő | Elődöntő | B döntő | B döntő | Döntő   | Döntő   | Helyezés |
| Versenyző | Versenyszám | Idő      | Hely.    | Idő         | Hely.       | Idő      | Hely.    | Idő     | Hely.   | Idő     | Hely.   | Helyezés |
| --------- | ----------- | -------- | -------- | ----------- | ----------- | -------- | -------- | ------- | ------- | ------- | ------- | -------- |
| Li Won-Ho | 1000 m      | kizárták | kizárták | kiesett     | kiesett     | kiesett  | kiesett  | kiesett | kiesett | kiesett | kiesett | kiesett  |

Női
| Versenyző    | Versenyszám | Előfutam | Előfutam | Negyeddöntő | Negyeddöntő | Elődöntő | Elődöntő | B döntő | B döntő | Döntő   | Döntő   | Helyezés |
| Versenyző    | Versenyszám | Idő      | Hely.    | Idő         | Hely.       | Idő      | Hely.    | Idő     | Hely.   | Idő     | Hely.   | Helyezés |
| ------------ | ----------- | -------- | -------- | ----------- | ----------- | -------- | -------- | ------- | ------- | ------- | ------- | -------- |
| Hvang Okszil | 500 m       | 48,70    | 1.       | 47,95       | 2.          | 47,74    | 1.       |         |         | 47,23   | 3.      |          |
| Kim Chun-Hwa | 500 m       | 49,10    | 3.       | kiesett     | kiesett     | kiesett  | kiesett  | kiesett | kiesett | kiesett | kiesett | 19.      |

## Sífutás
Férfi
| Versenyző      | Versenyszám         | Eredmény  | Helyezés |
| -------------- | ------------------- | --------- | -------- |
| Son Chol-U     | 10 km               | 36:08,6   | 89.      |
| Son Chol-U     | 15 km üldözőverseny | 52:35,5   | 73.      |
| Son Chol-U     | 30 km               | 1:43:14,9 | 75.      |
| Chang Song-Rok | 10 km               | 34:34,9   | 78.      |
| Chang Song-Rok | 15 km üldözőverseny | 52:43,4   | 76.      |
| Chang Song-Rok | 30 km               | 1:42:23,4 | 72.      |

Női
| Versenyző    | Versenyszám         | Eredmény | Helyezés |
| ------------ | ------------------- | -------- | -------- |
| Li Gyong-Ae  | 5 km                | 18:54,1  | 61.      |
| Li Gyong-Hui | 5 km                | 16:26,7  | 51.      |
| Li Gyong-Hui | 10 km üldözőverseny | 33:58,8  | 53.      |
| Li Gyong-Hui | 15 km               | 47:10,5  | 30.      |